# Марктобердорф
Марктобердорф (нім. Marktoberdorf) — місто в Німеччині, знаходиться в землі Баварія. Підпорядковується адміністративному округу Швабія. Входить до складу району Остальгой.
Площа — 95,25 км2. Населення становить 18 683 ос. (станом на 31 грудня 2020).